# Hardeeville
Hardeeville é uma cidade localizada no estado norte-americano de Carolina do Sul, no Condado de Jasper.

## Demografia
Segundo o censo norte-americano de 2000, a sua população era de 1793 habitantes.
Em 2006, foi estimada uma população de 1850, um aumento de 57 (3.2%).

## Geografia
De acordo com o United States Census Bureau tem uma área de
11,1 km², dos quais 11,1 km² cobertos por terra e 0,0 km² cobertos por água. Hardeeville localiza-se a aproximadamente 6 m acima do nível do mar.

## Localidades na vizinhança
O diagrama seguinte representa as localidades num raio de 24 km ao redor de Hardeeville.